# A magyarországi németek elhurcolásának emléknapja
A magyarországi németek elhurcolásának emléknapja hivatalos magyar állami emléknap, melynek létesítéséről 2012-ben hozott határozatot az Országgyűlés. Az emléknap dátuma január 19., utalva arra, hogy 1946-ban ezen a napon kezdődött meg a magyarországi németek szervezett elűzetése, az otthonaikból kényszerrel nyugatra telepítendő első budaörsi lakosokat szállító vonatszerelvény elindításával.

## Története
A 2010-2014-es parlamenti ciklusban a Kereszténydemokrata Néppárt kezdeményezte először, még 2012 őszén, hogy szülessen hazánkban hivatalos emléknap a hazájukból kitelepített magyarországi németek emlékére, ők javasolták ennek dátumaként január 19-ét is, azt a napot, amellyel kezdetét vette a magyarországi településeken élő német nemzetiségű lakosok túlnyomó részének Németországba történő kényszerű áttelepítése. A kormányoldali párt egyebek közt azzal indokolta az emléknap létrehozatalának fontosságát, hogy az egykor kitelepítettek mind a kollektív bűnösség elvének áldozatai voltak, ezen igaztalan vád nyomán fosztották meg őket vagyonuktól, lakóhelyüktől és állampolgárságuktól. A konkrét beadványt négy KDNP-s és három Fideszes képviselő írta alá, s az indoklásban szót ejtettek a magyarok és az itt élő nemzetiségek egymást gazdagító együttélésének fontosságáról is.
Az indítványt 2012 decemberében tárgyalta az Országgyűlés és még az év utolsó heteiben meg is alkotta az ezzel kapcsolatos jogszabályt, annak érdekében, hogy a továbbiakban méltó módon lehessen megemlékezni a magyarországi németek elhurcolásáról és elűzetéséről.

## Megemlékezések

### Központi megemlékezések

#### 2013
Az emléknap keretében megtartott első országos megemlékezés Solymáron, a római katolikus templom nyugati végénél elhelyezett, 1996-ban felavatott kitelepítési emlékműnél zajlott, 2013. január 19-én, az ünnepség két főszónoka Balog Zoltán emberierőforrás-miniszter és Ritter Imre, a Pest Megyei Német Önkormányzat, valamint az Észak-Magyarországi Német Önkormányzatok Szövetsége elnöke volt.

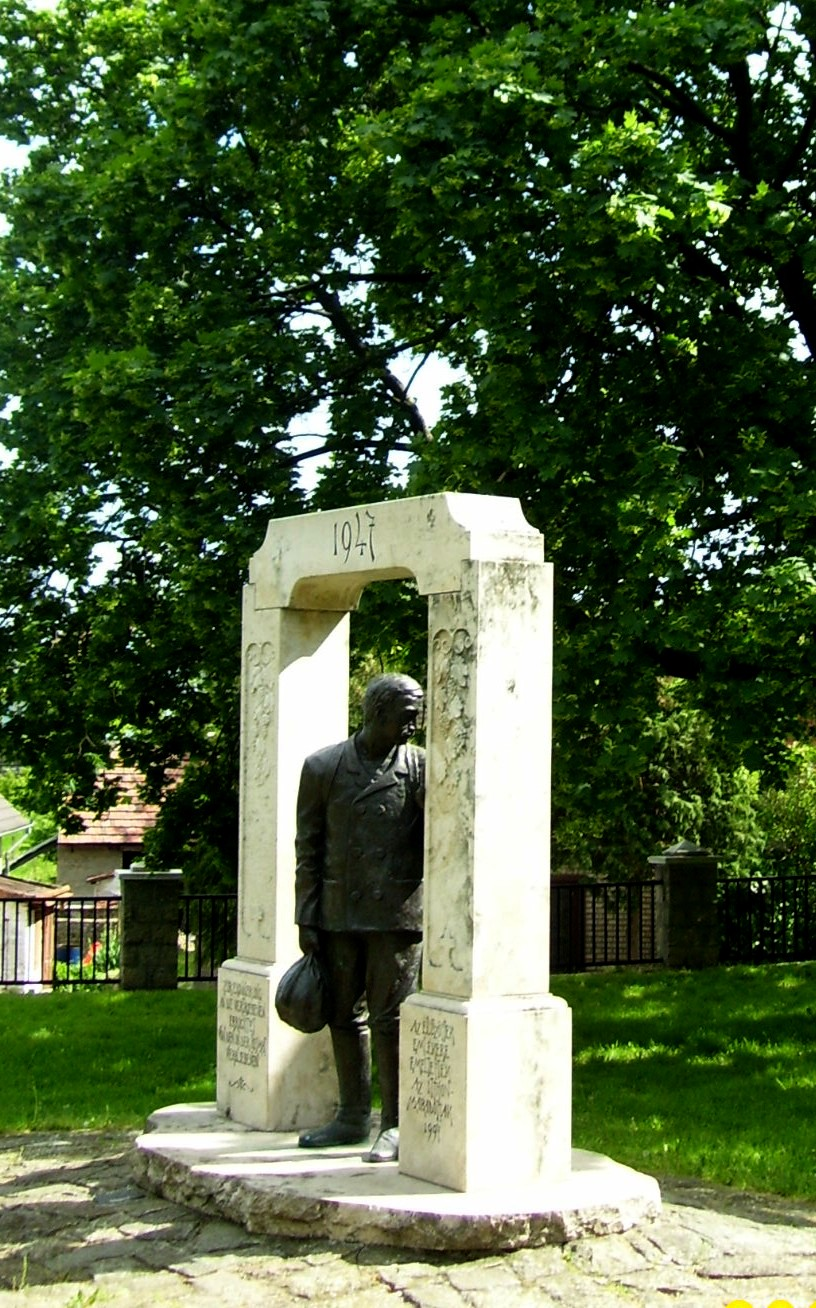
Emlékmű Dunabogdányban

#### 2014
A második évben a központi megemlékezés színhelye Budaörs volt, az a település, ahol az egész országban elsőként kezdték meg a németek kényszertelepítését 1946-ban. A 2014. január 19-i rendezvény helyszíne a budaörsi ótemetőben felállított elűzési emlékmű volt, a főszónokok Hölvényi György egyházi, nemzetiségi és civil társadalmi kapcsolatokért felelős államtitkár, Wittinghoff Tamás budaörsi polgármester és Heinek Ottó, a Magyarországi Németek Országos Önkormányzatának elnöke volt.

#### 2015
A harmadik évben Dunabogdány kitelepítési emlékművénél zajlott az emléknap központi megemlékezése, egy nappal a tényleges emléknap dátuma előtt, 2015. január 18-án. Az emlékező beszédeket ezúttal Balog Zoltán, Heinek Ottó és Hartmut Koschyk, a német szövetségi kormány nemzeti kisebbségekért felelős kormánybiztosa mondta el, Szegő János dandártábornok, Áder János köztársasági elnök főhadsegédje pedig az államfő üdvözlő beszédét olvasta fel.

#### 2016
A negyedik évben – mely egyben a magyarországi németek elhurcolásának 70. évfordulója is volt – a Budaörs régi temetőjében álló elűzetési emlékmű és a város római katolikus temploma volt a koszorúzás, illetve a megemlékezések színhelye január 19-én. Az emlékező beszédeket ezúttal Wittinghoff Tamás polgármester, Heinek Ottó, a Magyarországi Németek Országos Önkormányzatának elnöke, Hartmut Koschyk, a német szövetségi kormány nemzeti kisebbségekért felelős kormánybiztosa, valamint Orbán Viktor miniszterelnök mondta el; a rendezvényen az Alkotmánybíróság három tagja is részt vett, képviseltette magát továbbá a magyar Országgyűlés elnöksége és a Köztársasági Elnöki Hivatal is.

#### 2017
A 2017-es központi megemlékezés Sopronban, A soproni németek kitelepítése 1946 címet viselő, 2010-ben emelt emlékműnél zajlott. A program része volt egy szimpózium, majd az emlékező rendezvény és a koszorúzás következett, beszédet mondott Fodor Tamás polgármester, Heinek Ottó, a Magyarországi Németek Országos Önkormányzatának elnöke, Hartmut Koschyk, a Német Szövetségi Köztársaság kormányának áttelepülőkért és nemzeti kisebbségekért felelős kormánybiztosa és Soltész Miklós, az Emberi Erőforrások Minisztériumának államtitkára. Az ünnepséget a városi evangélikus templomban istentisztelet zárta.

#### 2018
A központi megemlékezés színhelye 2018-ban Bóly volt, ahol az ünnepséget a Nepomuki Szent János-templomban tartották. Takács Gábor főesperes német nyelvű misét celebrált, majd Hárs József polgármester köszöntötte a megjelenteket; a kormányzatot Schanda Tamás és Maruzsa Zoltán, az Emberi Erőforrások Minisztériumának egyik államtitkára, illetve helyettes államtitkára, a Magyarországi Németek Országos Önkormányzatát pedig ezúttal is Heinek Ottó elnök képviselte. Utóbbi beszéde a szokottnál személyesebb hangvételű volt, lévén, hogy ő maga a Bóllyal szomszédos települések egyikében, Borjádon született. Beszédet mondott még a megemlékezésen Ritter Imre, az országgyűlés német nemzetiségi szószólója is; a rendezvény koszorúzással zárult a hazájukból elűzöttek 2016 szeptemberében felavatott emlékművénél.

#### 2019
Ebben az évben a központi megemlékezés helyszíne a Békés megyei Elek városa volt, amelyet 1946 előtt szinte teljes egészében német nemzetiségű lakosság lakott. A 2019. január 19-i rendezvényen Kiss-Rigó László szeged-csanádi püspök főcelebrálásával tartottak szentmisét, majd Pluhár László polgármester és Semjén Zsolt miniszterelnök-helyettes mondott beszédet. A megemlékezés a „Kiűzetés” emlékműnél, Kligl Sándor szegedi szobrászművész ötfigurás szoborkompozíciójának megkoszorúzásával zárult.

### Egyéb megemlékezések
Az emléknaphoz kapcsolódva, a központi ünnepségeken felül az ország több más településén is szerveznek kisebb-nagyobb megemlékezéseket. 2013 óta – a teljesség igénye nélkül – többek között Budapesten (Csepelen, Soroksáron, Nagytétényben és Óbudán), Ceglédbercelen, Pakson, Pilisvörösváron és Pilisszentivánon is megemlékeztek e naphoz kapcsolódva a magyarországi németeket ért jogtalanságokról.
A kitelepítéssel érintett települések jelentős részén természetesen ezen felül önálló, helyi kitelepítési emléknapok is léteznek (sok helyen már az 1990-es évek óta), ezek időpontja általában valamely olyan dátumhoz kötődik, ami közvetlenül kapcsolatos az adott településen lefolytatott kényszertelepítéssel; sok esetben annak kezdőnapja, vagy más, a témakörhöz kapcsolódó dátum. Az ilyen települések a saját emléknapjukon rendszeresen (a legtöbb helyen évente) szerveznek különféle jellegű megemlékezéseket, de legalábbis koszorúzásokat.